# Brachylasioptera
Brachylasioptera är ett släkte av tvåvingar. Brachylasioptera ingår i familjen gallmyggor.
Kladogram enligt Catalogue of Life:
| Brachylasioptera | \| \| Brachylasioptera gilbertiae \| \| \| \| \| \| Brachylasioptera gilibertiae \| \| \| \| \| \| Brachylasioptera rotunda \| \| \| \| |
|                  | \| \| Brachylasioptera gilbertiae \| \| \| \| \| \| Brachylasioptera gilibertiae \| \| \| \| \| \| Brachylasioptera rotunda \| \| \| \| |
|                  | Brachylasioptera gilbertiae |
|                  | |
|                  | Brachylasioptera gilibertiae |
|                  | |
|                  | Brachylasioptera rotunda |
|                  | |